# 民主黨 (烏干達)
民主黨是烏干達的主要反對黨之一，成立於1954年。1954年民主黨的建立曾標誌着烏干達多黨制制度的開始。2005年，擔任黨魁達25年的保罗·瑟默杰尔宣佈退休。2005年-2010年，约翰·塞尔巴纳·基齐托任黨魁。2010年起，諾伯特·毛任黨魁。